# Proletenpassion

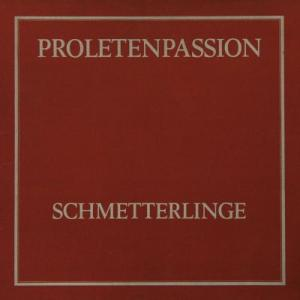
Erstes Cover des Triple-Albums

Die Proletenpassion ist ein politisches Oratorium der österreichischen Politrock-Gruppe Schmetterlinge. Das Werk wurde 1976 bei den Wiener Festwochen als szenische „Theaterfassung“ unter der Regie von Dieter Haspel uraufgeführt und 1977 auf einem Triple-Album (drei Langspielplatten) als „konzertante Fassung“ eingespielt. Bis in die 1980er Jahre folgten Live-Auftritte der Schmetterlinge mit diesem rund zweieinhalb Stunden dauernden Programm in vielen Städten des deutschsprachigen Raums.
Im Jahr 2015 erfolgte die Wiederaufnahme einer überarbeiteten Fassung Proletenpassion 2015 ff im Werk X in Wien-Meidling. Heinz Rudolf Unger fügte hierfür neue Texte hinzu, die im Mandelbaumverlag als Buch erschienen sind und Eva Jantschitsch hat die Musik neu arrangiert.

## Entstehungsgeschichte
Die Arbeit an der Proletenpassion begann 1974 mit dem Versuch der Schmetterlinge, formale Umsetzungen der musikalischen Strukturen der Passionen Johann Sebastian Bachs vorzunehmen. Innerhalb des Band-Kollektivs war der Begriff „Passion“ für das geplante Werk umstritten, da er eine Leidensgeschichte suggeriere. Angesichts des historischen Fortschritts und der auf lange Sicht trotz aller Niederlagen auch erfolgreichen sozialen Kämpfe sei der Begriff verkürzend und irreführend. Dennoch wurde der Titel aufgrund seiner Einprägsamkeit beibehalten, da keine Alternativen dazu gefunden wurden, auf die sich alle Mitglieder der Schmetterlinge einigen konnten.
Nach zwei Jahren wurde das Werk fertiggestellt. Nicht nur die Musiker der Schmetterlinge waren daran beteiligt, sondern u. a. auch Arbeitsgruppen aus Studenten und Historikern. Die Proletenpassion war das Ergebnis relativ umfangreicher Quellenstudien und teilweise kontroverser Diskussionen. Einzelne bereits eingeplante Lieder wurden dabei wieder gestrichen. Beispielsweise nahm man laut Angaben im Begleitheft des Albums einen Teil der Passage zur Geschichte der Sowjetunion heraus. Unter den Beteiligten herrschte hier in der Frage Uneinigkeit, inwieweit es sich bei der UdSSR der 1970er Jahre noch um einen sozialistischen Staat handle oder nicht.
Nach der Uraufführung bei den Wiener Festwochen wurde die Proletenpassion im eigens für die Bedürfnisse der Gruppe neu aufgebauten und eingerichteten Wiener „Schmetter Sound Studio“ aufgenommen. Dieses Tonstudio sollte auch später den Schmetterlingen und anderen inhaltlich ähnlich ausgerichteten Musikern dazu dienen, von der etablierten Musik- und Unterhaltungsindustrie unabhängige Tonband- und Plattenaufnahmen zu ermöglichen.

## Konzeption und Inhalt
In der im Wesentlichen von Heinz Rudolf Unger getexteten und von Willi Resetarits und Georg Herrnstadt komponierten Proletenpassion werden Herrschaftsstrukturen und soziale Fragen der europäischen Neuzeit zwischen dem 16. und 20. Jahrhundert in einer Mischung aus verschiedenen musikalischen und literarischen Stilelementen thematisiert. Bei der inhaltlichen Aussage steht dabei das Anliegen der Schmetterlinge im Mittelpunkt, gegen die „Geschichte der Herrschenden“ bzw. die „herrschende Geschichtsschreibung“ die „Geschichte der Beherrschten“ zu stellen.
Die Proletenpassion ist angelegt in der Art einer historischen Revue der Geschichte der revolutionären Bewegungen und der Arbeiterbewegung von den Bauernkriegen nach der lutherischen Reformation bis zu den in den 1970er Jahren aktuellen Themen der politischen Linken. Dazu gehörte beispielsweise auch die internationale Auseinandersetzung mit dem Militärputsch gegen die sozialistische Regierung Salvador Allendes in Chile und dem daran anschließenden staatlichen Terrorregime unter General Augusto Pinochet.

### Einflüsse
Die Proletenpassion hat eine eigene Form der künstlerischen Bewusstseinsbildung mitgeprägt. Erste Umsetzungen dieser Form finden sich bereits in den frühen 1970er Jahren bei der westdeutschen Kabarett- und Politrockgruppe Floh de Cologne, zum Beispiel in deren Alben Mumien – Kantate für Rockband und Geyer-Symphonie von 1974. Nach den Schmetterlingen wurde dieser Stil verschiedentlich auch von anderen Politrock-Bands aufgegriffen (so etwa von der damals bestehenden Gruppe Oktober mit ihrem Doppelalbum Die Pariser Commune). Insgesamt ist diese Art der musikalischen Bearbeitung eines breiter angelegten politischen Themas bei den Schmetterlingen mit ihrem Album zur Geschichte der Arbeiterbewegung am erfolgreichsten zur Geltung gebracht worden.
Die Proletenpassion hat den Anspruch, die Geschichte der vergangenen 500 Jahre aus der Perspektive der Beherrschten im Sinne der marxistischen Geschichtsauffassung als Geschichte von Klassenkämpfen musikalisch mit kabarettistischen Einlagen darzustellen. Ein Stilmittel ist dabei, überlieferte historische Originalzitate einzubauen oder Monologe und Dialoge satirisch überspitzt historischen Persönlichkeiten – von Martin Luther bis zu Adolf Hitler – in den Mund zu legen.

### Thematik

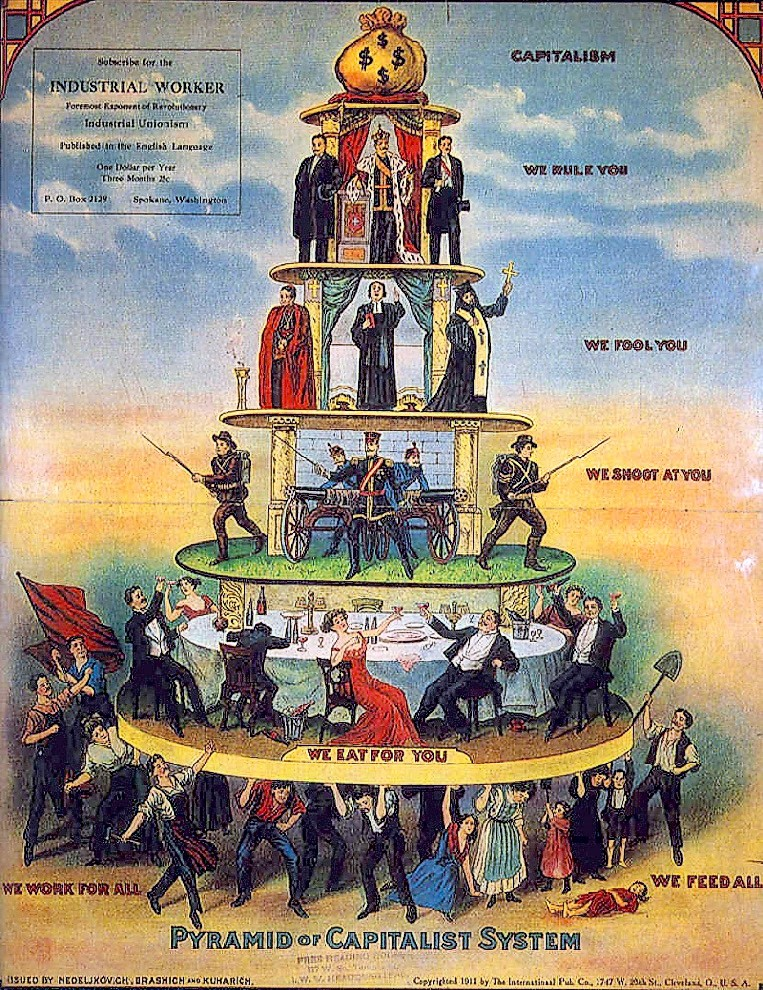
Kritische Zeichnung zur Verdeutlichung der Klassengesellschaft

Mit ihrem Anspruch, Geschichte sozusagen „von unten“ zu beschreiben, folgten die Schmetterlinge dem Beispiel von Bernt Engelmann, der dies 1974/75 in seinen „Anti“-Geschichtsbüchern „Wir Untertanen“ und „Einig gegen Recht und Freiheit“ in der literarischen Form des Sachbuchs umgesetzt hatte. Eine weitere Inspiration für die Umsetzung der Proletenpassion war das Gedicht „Fragen eines lesenden Arbeiters“ von Bertolt Brecht aus dem Jahr 1939 (vgl. unter Weblinks), das im Begleitheft des Triple-Albums statt eines Vorworts abgedruckt ist, und das die Kritik (vgl. Geschichtskritik) an der vorherrschenden Geschichtsschreibung sinnbildlich formuliert.
Inhaltlich beispielhafte Schwerpunkte setzt die Proletenpassion auf den Deutschen Bauernkrieg 1524/25, die bürgerlichen Revolutionen (vor allem die Französische Revolution von 1789), die Pariser Commune 1871, die Oktoberrevolution in Russland 1917 und die ihr nachfolgenden revolutionären Umbrüche nach dem Ersten Weltkrieg, die Auseinandersetzung mit dem deutschen Faschismus zwischen 1933 und 1945 und dem Spanischen Bürgerkrieg von 1936 bis 1939 bzw. dem Kampf der antifaschistischen Internationalen Brigaden gegen den Franquismus. Am Ende thematisiert das Werk die gesellschaftspolitischen Auseinandersetzungen der damaligen Gegenwart der 1970er Jahre. Dabei propagieren die Schmetterlinge ein politisches Engagement in einem revolutionär-sozialistischen Sinn – als Lehre und Moral der generationenübergreifenden sozialen Klassenerfahrung des Proletariats.

### Musik
Musikalisch greift die Proletenpassion in vielen der einzelnen, jeweils relativ kurz gehaltenen Titel (nur wenige Lieder in dem insgesamt rund 130 Minuten dauernden Werk sind länger als 2 Minuten) teilweise den populären Musikstil der jeweils behandelten Epoche und Region auf und mischt ihn mit Elementen aus neuerer Folk- und Rockmusik (vgl. auch Folk-Rock). Dabei reicht das Repertoire von klassischen Elementen über Chorgesang (unterschiedlicher Stilrichtungen), regionalem russischem, französischem, deutschem Volksliedgut (vgl. Volksmusik) – bzw. traditionellen Revolutionsliedern aus historischer und moderner Folklore – bis hin zu moderner Rockmusik im Stil der 1970er Jahre. Akustische Instrumente wie Akkordeon, Congas, Mandoline und Gitarren bewirken einen weltmusikalischen Eindruck.
Zwischen den Musikstücken wechseln sich verschiedentlich gesprochene Einführungen und/oder szenische Darstellungen mit kabarettistischen Elementen ab, immer untermalt mit jeweils zeitgenössischen musikalischem Hintergrund, mal offensiv-kämpferisch, mal melancholisch, mal spitzzüngig-humoristisch.

### Jalava-Lied
Das Jalava-Lied ist das populärste Lied aus der Proletenpassion. Wegen seines schmissigen Refrains und des witzigen Plots, der in dem Lied erzählt wird, war es in der Jugendbewegung der 1970er und 1980er Jahre populär. Resetarits war auch der Sänger des Liedes in der bekannten Plattenaufnahme der Proletenpassion. Das Lied erzählt, wie Lenin im Oktober 1917, kurz vor der russischen Oktoberrevolution, als Heizer verkleidet auf einer finnischen Lokomotive illegal nach Petrograd fuhr. Held des Liedes ist der finnische Lokführer Hugo Jalava, der Lenin, als Heizer verkleidet, auf seiner Dampflokomotive mitnahm und durch die Kontrollen schmuggelte.
Der Refrain des Liedes lautet:
Jalava, Jalava, du Finne, was lachst du so gegen den Wind?

Ich lache, weil meine Sinne alle beisammen sind

und weil wir weiterkamen und weil die Welt sich dreht,

und weil mein Heizer von Flammen und Dampfkesseln was versteht.
Diese Metapher spielte auf Lenins Rolle als „Anheizer“ der Oktoberrevolution an.
Rhythmus und Melodie des Liedes erinnern an russische Tanzlieder und zugleich an den Takt der fahrenden Lokomotive.

## Zeitgenössische Pressestimmen
Die Proletenpassion, in ihrem Zusammenhang deren Hauptautor sowie die Schmetterlinge insgesamt, waren Ende der 1970er Jahre vielfach Thema von Rezensionen im Feuilleton deutschsprachiger Zeitungen und Magazine. Dabei äußerten sich auch prominente Journalisten in renommierten Printmedien:
„Unger ist ein sprachbegabter Mann von radikaler Gesinnung […] Er trifft den Volksliedton, den Landsknechtston, den Eisler- und Brecht-Ton, er kann Knittelverse schnitzen und Balladen à la Biermann hämmern, er hat als Wiener von Karl Kraus gelernt, wie man Zitate zu Bumerangs macht […]“
(Auszug aus einer Rezension von Hilde Spiel in der deutschen Tageszeitung Frankfurter Allgemeine Zeitung)
„Selten genug schleicht sich in die verzuckerten Fabriken der Unterhaltungsindustrie Sprengstoff […] In mühevoller Kleinarbeit produzierten die fünf Musiker und der Textdichter Unger ein zeitgemäßes Oratorium über die Kämpfe der kleinen Leute, die in den großen Chroniken namentlich nie und sonst nur in den Ziffern von Verlusten und Opfern Platz finden […] Heraus kam ein geschliffenes, beinahe überperfektes Opus, das ziemlich einzigartig in der Branche dasteht […]“
(Auszug aus einer Rezension von Joachim Riedl im österreichischen Nachrichtenmagazin Profil)

## Randnotizen
- Teilweise wurde die Proletenpassion in der gewerkschaftlichen Bildungsarbeit – z. B. bei Lehrlingen – eingesetzt.
- Heute ist die ursprünglich als Triple-LP erschienene Proletenpassion auch als Doppel-CD erhältlich.
- Im Herbst 1987 fand mit einer leicht veränderten Version der Proletenpassion als Wiederaufführung eine Tournee durch die BRD und Berlin-West statt, u. a. in München, Bochum (Schauspielhaus), Oldenburg, Bremen, Braunschweig und Köln. Eine von Schurli Herrnstadt als Einschub verfasste Ergänzung des früher umstrittenen Titels „Lied von der Partei“ brachte die derzeitige politische Einstellung der Gruppe Schmetterlinge zum Ausdruck.
- Die überarbeiteten Texte von Heinz R. Unger wurden am 22. Jänner 2015 unter Initiative der Regisseurin Christine Eder gemeinsam mit Gustav und Knarf Rellöm im Wiener Theater Werk X vorgestellt. Die „Proletenpassion 2015 ff.“ untersucht klassisch marxistische Geschichtsauffassung aus einer postmarxistischen, zeitgenössischen Perspektive – und wagt am Ende keinen Ausblick, sondern eine Bestandsaufnahme der Gegenwart.

## Liste der Abschnitte und Einzeltitel
Anmerkung: Die Herkunft der nicht oder nicht allein von Heinz Rudolf Unger verfassten Titel sind in Klammern (auch im Booklet der Proletenpassion) hinter dem eigentlichen Titel vermerkt.
| - 1. Prolog - Wer schreibt die Geschichte? - Wir hatten Gräber und Ihr hattet Siege - Lied des Geschichtslehrers - 2. Die Bauernkriege - Einführung: Deutschland um 1500 - Des Bauern große Not - Die 12 Artikel der Bauern - Martin Luther, Originalzitat 1 - Kampflied der Bauern - Siegestanz (Tampier) - Bericht über Thomas Münzer - Ein neues Reich, ein bessres Reich - Martin Luther, Originalzitat 2 - Thomas Münzer, Originalzitat - Kommt, ihr tausend Haufen - Im Mai zu Frankenhausen - Lehren der Bauern - 3. Die Revolution der Bürger - Mächtelmöchtel - Dialog Bürger – Philosoph - Die große Zeit, die da begann - Marianne - Marseillaise (Rouget de Lisle) - Lied von der letzten Schlacht - Ballade vom Glück und Ende des Kapitals - Die schlesischen Weber (Hernstadt – Resetarits/H. Heine) - 4. Die Pariser Kommune 1871 - Auftritt General von Moltke - Hunderttausend Arbeitslose - Ballade von den zwei ruhmlosen Generalen - Lied vom Gespensterzug - Wahlaufruf - Was ist die Kommune? - Dekrete der Kommune - Verhandlung Thiers – Moltke - Die Frauen der Kommune - Auf dem Friedhof Père-Lachaise - Die Lehren der Kommune - Lied der Fragen - Tot oder lebendig | - 5. Die Lehren der Kommune, gezogen im Oktober 1917 in Rußland - Lärm und Stille - Es fällt ein Soldat bei Tarnopol - Babouschka-Lied - Lied vom Hausbau - Lied der Kleingläubigen - Jalava-Lied - Erstürmung des Winterpalais - Wenn ich wieder reich bin... - Lied von der Partei - Stille und Lärm - 6. Faschismus - Der Funke fliegt - Der Schuß von hinten - Otto Bauer, Originalzitat - Das Lied von Krupp und Thyssen - Hitlers Blues - Lied vom A-Sager - Wir haben nie zu kämpfen aufgehört - Vier noble Generale (Lied aus dem Spanischen Bürgerkrieg) (Trad.) - Faschismuslied des Geschichtslehrers - Companero Víctor Jara: presente - 7. Gegenwart und Epilog - Fragelied 1 - Supermarkt-Song (Meixner/Unger) - Die Geschichte vom Arbeiter Willi K., der sich selber wegrationalisierte - Demokratie-Lied - Bilanz-Tanz - Fragelied 2 - Sozialismus, der fällt nicht vom Himmel - Wir lernen im Vorwärtsgehn |

## Proletenpassion 2015 ff.

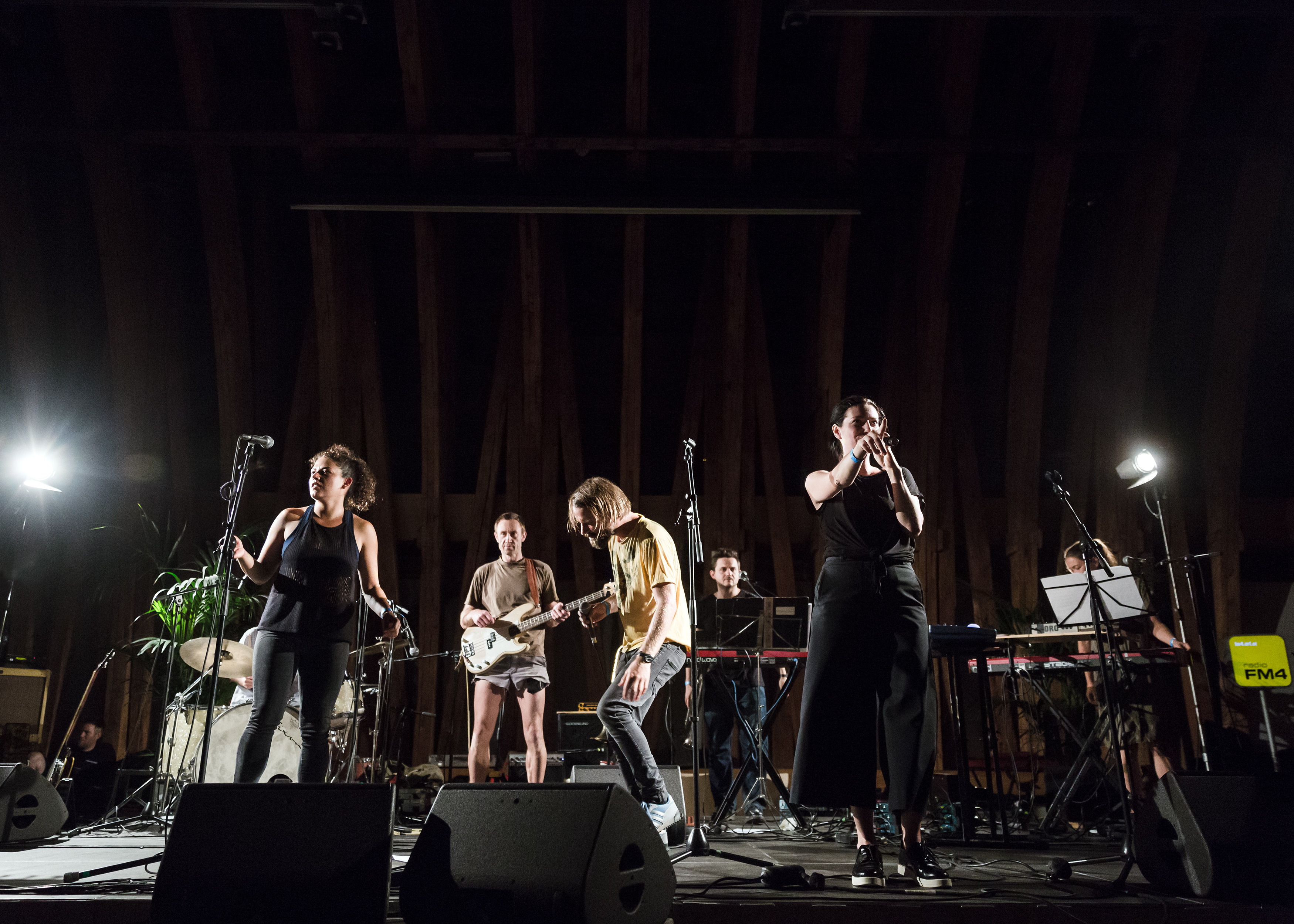
Proletenpassion 2015 ff., konzertante Aufführung am Popfest 2017

Das Wiener Avantgardetheater „am Arsch der Welt“ Werk X präsentierte Anfang 2015 eine Neuauflage der Proletenpassion mit Claudia Kottal, Tim Breyvogel, Bernhard Dechant und Eva Jantschitsch, inszeniert von Christine Eder. Die Wiener Tageszeitung Der Standard schrieb über die Premiere: „Bloß nicht zermahlen werden. Bloß nicht aufgeben. So gesehen ist die Proletenpassion ein brandaktuelles Stück, wie es am Theater gern heißt.“
Im November 2015 wurde die Proletenpassion 2015 ff. mit dem Nestroy in der Kategorie Beste Off-Produktion ausgezeichnet.